# Sylvisorex pluvialis
Sylvisorex pluvialis là một loài động vật có vú trong họ Chuột chù, bộ Soricomorpha. Loài này được Hutterer & Schlitter miêu tả năm 1996.